# Biblioteca Franzoniana
La Biblioteca Franzoniana è una biblioteca di Genova, situata in via Madre di Dio. Fondata dall'abate Paolo Gerolamo Franzoni (1708-1778) come Biblioteca delle Missioni urbane, appartiene alla Congregazione degli Operai Evangelici Franzoniani, fondata dallo stesso il 25 dicembre 1751.
Secondo lo statuto, la congregazione elegge tra i suoi membri il prefetto della Biblioteca.

## La fondazione della Biblioteca
Uomo che lavorò moltissimo per la sua città, Franzoni volle mettere a disposizione della sua gente in maniera gratuita, clero populoque, la sua ricchissima biblioteca personale.
Fino ad allora Genova non aveva una biblioteca di consultazione per il pubblico, e Franzoni non concepiva che i genovesi non avessero questa opportunità.
Così, almeno dal 1749, egli dispose che alcune sale del suo palazzo, in vico del Serriglio, venissero aperte al pubblico con questa finalità, e si impegnò, nei restanti ventott'anni della sua vita ad acquistare opere che continuamente aggiornassero a questo scopo la sua biblioteca.
In maniera più formale, si ritiene che la Biblioteca fu fondata nel 1765 e che la prima sede fu il Palazzo Serra Campanella.
Molti viaggiatori del Settecento sono stati testimoni, nei loro diari, della fama della Biblioteca Franzoniana e dei suoi importanti volumi, come testimonia un'annotazione dell'erudito svedese Jacob Jonas Björnståhl:
(Lettera 44 del 12 giugno 1773 in Briefe auf seinen ausländischen Reisen, vol. 2, Lipsia, 1780, p. 313)
E vent'anni più tardi, una significativa esclamazione del bibliofilo spagnolo Juan Andrés recitava:
(Carta familiares, vol. 5, Madrid, 1793, p. 198)

## Importanza
La Biblioteca del Franzoni divenne una delle tre biblioteche pubbliche genovesi aperte nel corso del secolo XVIII insieme a quella dei Missionari Urbani, fondata dallo zio di Paolo Gerolamo e resa pubblica dal 1739, e a quella istituita agli inizi degli anni 1770 dall'abate Carlo Giuseppe Vespasiano Berio.
Contiene già nel XVIII secolo manoscritti greci, arabi, latini, ebraici e in lingua volgare (Petrarca, Valla, ecc.) dal X al XV secolo: testi di letteratura sacra, classici e trattati scientifici, soprattutto di medicina; la citazione su alcune lettere di strumenti e macchine lascia pensare che al suo fianco sia stato organizzato un gabinetto scientifico.
Nelle lettere a Pietro Paolo Celesia inviato della Repubblica di Genova a Londra e a Madrid (1759), Franzoni gli richiede edizioni complete e del più grande formato disponibile (per il Franzoni "quanto più grandi sono i libri tanto più adatti mi sembrano ad una librería aperta a chiunque ha voglia di studiare").
La Franzoniana era frequentata, oltre che dal clero genovese, anche da studenti, ed era comunque aperta a tutti, come lasciano intendere le norme imposte da Franzoni affinché vi si possa accedere anche fuori dell'orario di lavoro: nel testamento rogato nel 1775 l'Abate conferma che la biblioteca:

## I secoli seguenti
Nel 1877 Tommaso Reggio, futuro arcivescovo di Genova, al trasferirsi a Ventimiglia, donò alla biblioteca Franzoniana la sua preziosa collezione patristica di Jacques Paul Migne e le lasciò in deposito diversi libri, donati poi dagli eredi alla stessa biblioteca. La Biblioteca ebbe una seconda sede presso l'antico Seminario di Genova, in via Porta d'Archi. Attualmente è situata presso il secentesco complesso della chiesa della Madre di Dio, chiesa aperta al culto fino al 1957 e poi sopravvissuta alla demolizione dell'omonimo antico quartiere genovese.   

## Il catalogo
Il catalogo dei manoscritti greci è stato pubblicato da Annaclara Cataldi Palau nel 1990 per i tipi dell'Accademia Nazionale dei Lincei.

## Personalità
Fra le personalità legate alla Biblioteca Franzoniana figura il presbitero e giusto fra le nazioni italiano Francesco Repetto che della biblioteca stessa è stato a lungo Prefetto e attento custode.

## Le opere d'arte
Accanto al materiale librario la Biblioteca Franzoniana custodisce una quadreria ed una serie di importanti opere d'arte. 
Importante è il sarcofago paleocristiano di Santa Marta, che costituisce la più antica testimonianza archeologica cristiana presente a Genova.